# Awaryjne lądowanie lotu Southwest Airlines 1380
Awaryjne lądowanie podczas lotu Southwest Airlines 1380 – awaryjne lądowanie samolotu Boeing 737-700, które odbyło się 17 kwietnia 2018 roku na lotnisku w Filadelfii. Przyczyną była awaria silnika i dekompresja kabiny.

## Samolot i załoga
W zdarzeniu uczestniczył wyprodukowany w roku 2000 Boeing 737-700 o numerze seryjnym 27880. Linia Southwest Airlines była jego pierwszym właścicielem. Samolot otrzymał numer rejestracyjny N772SW. Napęd maszyny stanowiły 2 silniki CFM56-7B.
Kapitanem lotu była 56-letnia Tammie Jo Shults, była pilotka marynarki wojennej Stanów Zjednoczonych. Pracowała w Southwest Airlines od 1994 roku. W dniu wypadku miała na swoim koncie 11 715 wylatanych godzin, z czego 10 513 godzin na Boeingu 737. Drugim pilotem był 44-letni Darren Lee Ellisor, pilot Sił Powietrznych Stanów Zjednoczonych w latach 1997–2007. Pracował w linii od 2008 roku. Wylatał w tym czasie 9508 godzin, z czego 6297 godzin na Boeingu 737.

## Przebieg lotu
O 11:03 czasu lokalnego na wysokości 32 000 stóp (9800 metrów) lewy silnik wznoszącego się samolotu uległ awarii, wskutek której jego odłamki uszkodziły skrzydło, kadłub oraz jedno z okien przy rzędzie 14., co doprowadziło do gwałtownej dekompresji kabiny. Załoga przeprowadziła awaryjne zniżanie i skierowała samolot na lotnisko w Filadelfii.
Załoga zeznała, że start i faza wznoszenia przebiegały rutynowo. Samolot pilotował pierwszy oficer Darren Ellisor, a kapitan Tammie Jo Shults monitorowała przyrządy pokładowe. W pewnym momencie samolot gwałtownie się przechylił, a w kokpicie rozbrzmiały alarmy. W kabinie, w której gwałtownie spadło ciśnienie, pojawiła się mgła. Załoga nałożyła maski tlenowe i rozpoczęła awaryjne zniżanie. Rejestrator parametrów lotu wykazał, że samolot przechylił się o 40°, zanim załoga zdołała ustabilizować maszynę. Pojawiły się silne wibracje, a parametry lewego silnika znacząco spadły. Załoga zgłosiła też trudności w sterowaniu samolotem. Kapitan przejęła stery, a pierwszy oficer zajął się odczytywaniem listy kontrolnej. Chociaż Shults początkowo poprosiła kontrolę lotów o kurs na najbliższe lotnisko, to jednak zdecydowała się na lądowanie w bardziej oddalonym porcie lotniczym w Filadelfii, ponieważ był on lepiej przygotowany do lądowania awaryjnego. Załoga zgłosiła trudności w komunikacji spowodowane hałasem i nałożonymi maskami tlenowymi, jednak wraz z obniżeniem wysokości sytuacja uległa poprawie. Kapitan początkowo planowała wydłużyć podejście, aby załoga mogła wykonać wszystkie procedury awaryjne, lecz dowiedziawszy się o krytycznym stanie jednej z pasażerek, przyspieszyła lądowanie.
Trzy stewardesy biorące udział w locie 1380 (Rachel Fernheimer, Seanique Mallory i Kathryn Sandoval) zgłosiły, że usłyszały głośny dźwięk i poczuły silne wibracje, a w kabinie wypadły maski tlenowe. Wykorzystując butle z tlenem, pomagały pasażerom w nakładaniu masek. Przy rzędzie 14. znalazły pasażerkę, która została połowicznie wyssana z samolotu przez rozbite okno. Z pomocą dwóch innych pasażerów udało się wciągnąć tę kobietę z powrotem do wnętrza, po czym rozpoczęto jej reanimację. Pasażerki nie udało się uratować, zmarła w szpitalu po wylądowaniu. 8 osób doznało niewielkich obrażeń.

## Następstwa
1 maja 2018 ówczesny prezydent Stanów Zjednoczonych, Donald Trump, zaprosił załogę lotu i wybranych pasażerów do Gabinetu Owalnego w Białym Domu, gdzie podziękował im za ich heroiczną postawę.
Southwest Airlines przekazało każdemu pasażerowi 5000 dolarów rekompensaty oraz voucher o wartości 1000 dolarów na podróże tymi liniami. W związku z wypadkiem linia zanotowała spadek przychodów w drugim kwartale 2018 roku, w wyniku mniejszej sprzedaży biletów. Jedna z pasażerek, Lillia Chavez, złożyła pozew przeciwko Southwest Airlines, w którym zgłaszała, że cierpi z powodu zespołu stresu pourazowego spowodowanego wypadkiem.
Kapitan Shults napisała i wydała książkę opisującą incydent zatytułowaną Nerves of Steel („Nerwy ze Stali”). Swoją premierę w Stanach Zjednoczonych miała 8 października 2019.
Samolot, który uległ uszkodzeniu, został przetransportowany na naprawę do zakładu montażowego Boeinga w Everett 30 kwietnia 2018. 7 czerwca 2018 samolot został umieszczony w magazynie.

## W kulturze popularnej
Wydarzenia dotyczące lotu 1380 zostały przedstawione w 5. odcinku 21 sezonu kanadyjskiego serialu dokumentalnego Katastrofa w przestworzach.